# استنتون هک
استنتون هک (انگلیسی: Stanton Heck؛ ‏ ۸ ژانویهٔ ۱۸۷۷ – ۱۶ دسامبر ۱۹۲۹) بازیگر اهل ایالات متحده آمریکا بود.
از فیلم‌های او می‌توان به مرد سفید، دوباره آمد، خفاش و گردباد ملایم اشاره کرد.